# Truc de Balduc
Le truc de Balduc est un sommet culminant à 1 103 m, dans la vallée du Valdonnez en Lozère.

## Situation

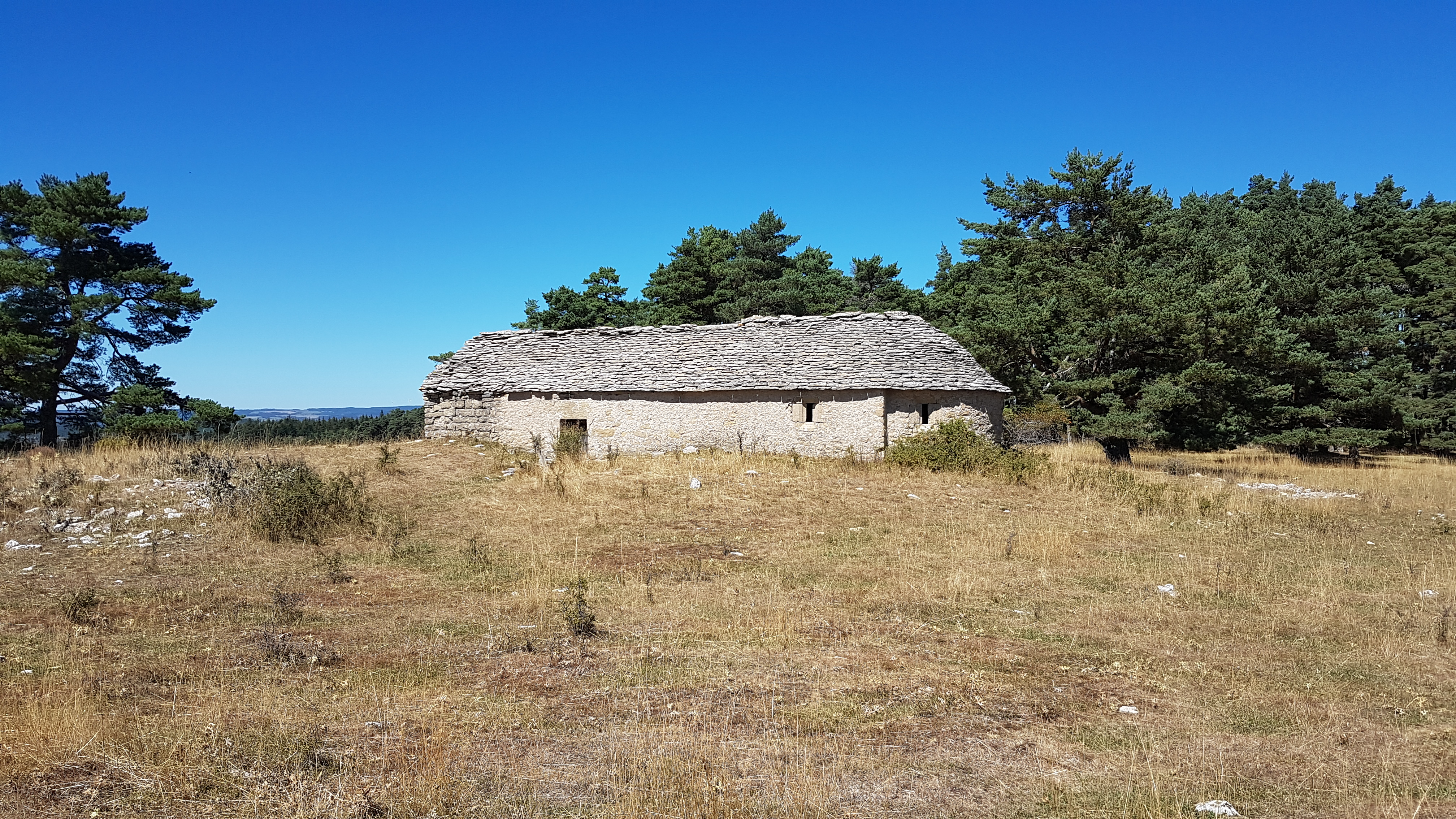
La chapelle Saint-Alban sur le truc de Balduc.

Situé dans un triangle formé par Saint-Bauzile au nord-ouest, de Brenoux au nord et de Saint-Étienne-du-Valdonnez au sud-est, le truc de Balduc est distant d'à peine 1 km de chacune de ces communes. Il est longé par le Bramont qui se faufile entre le causse de Sauveterre et lui, avant d'aller se jeter dans le Lot à Balsièges quelques kilomètres plus loin. Sur son sommet se trouve la chapelle Saint-Alban.
Le site est protégé en tant que ZNIEFF du Languedoc-Roussillon.

## Dans la culture
La falaise du truc de Balduc fut utilisée pour le tournage de La Grande Vadrouille. Il est encore possible de voir les épaves des voitures utilisées pour la scène des planeurs en bas de la falaise.

Carcasses des voitures au pied des falaises
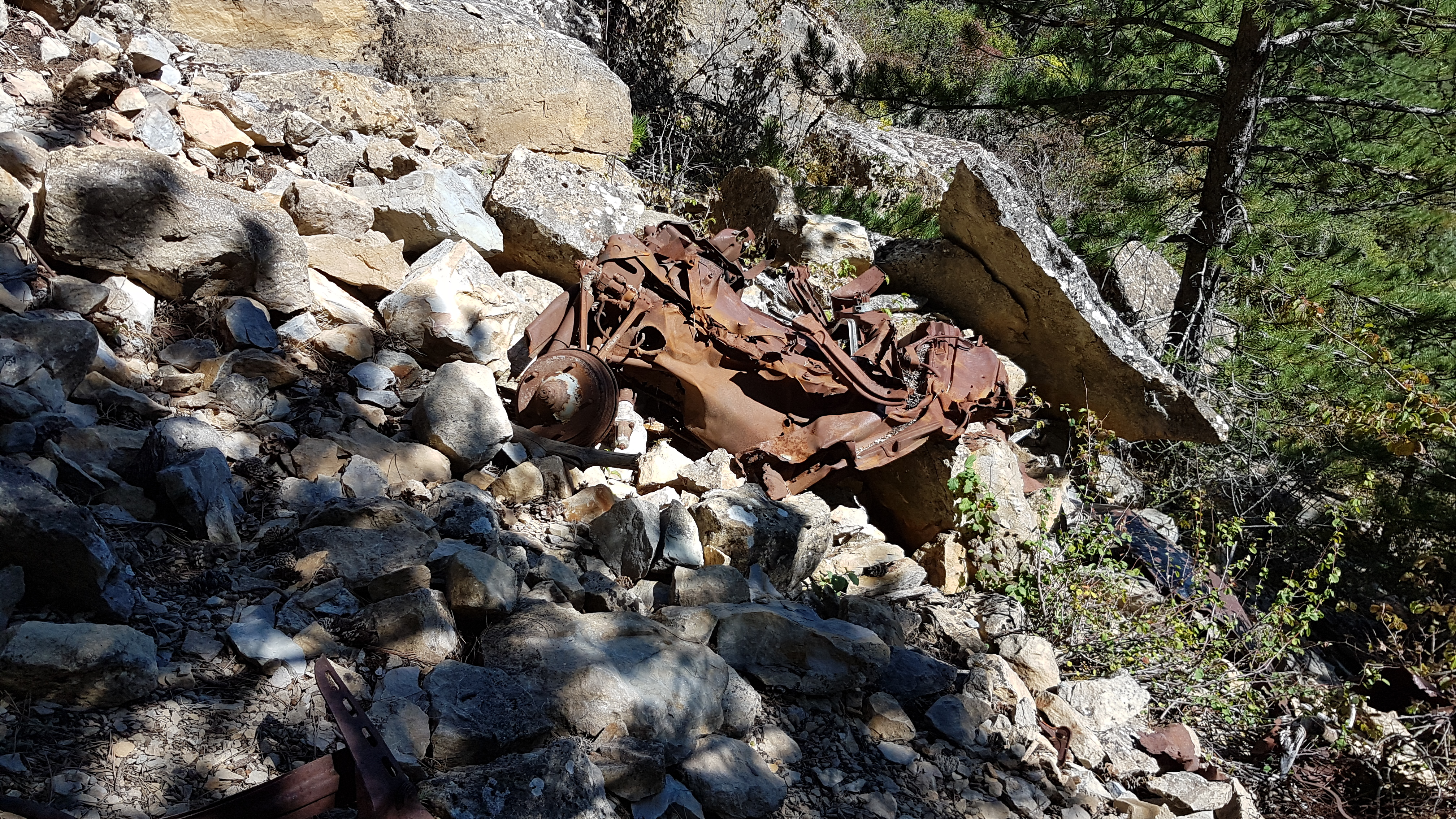
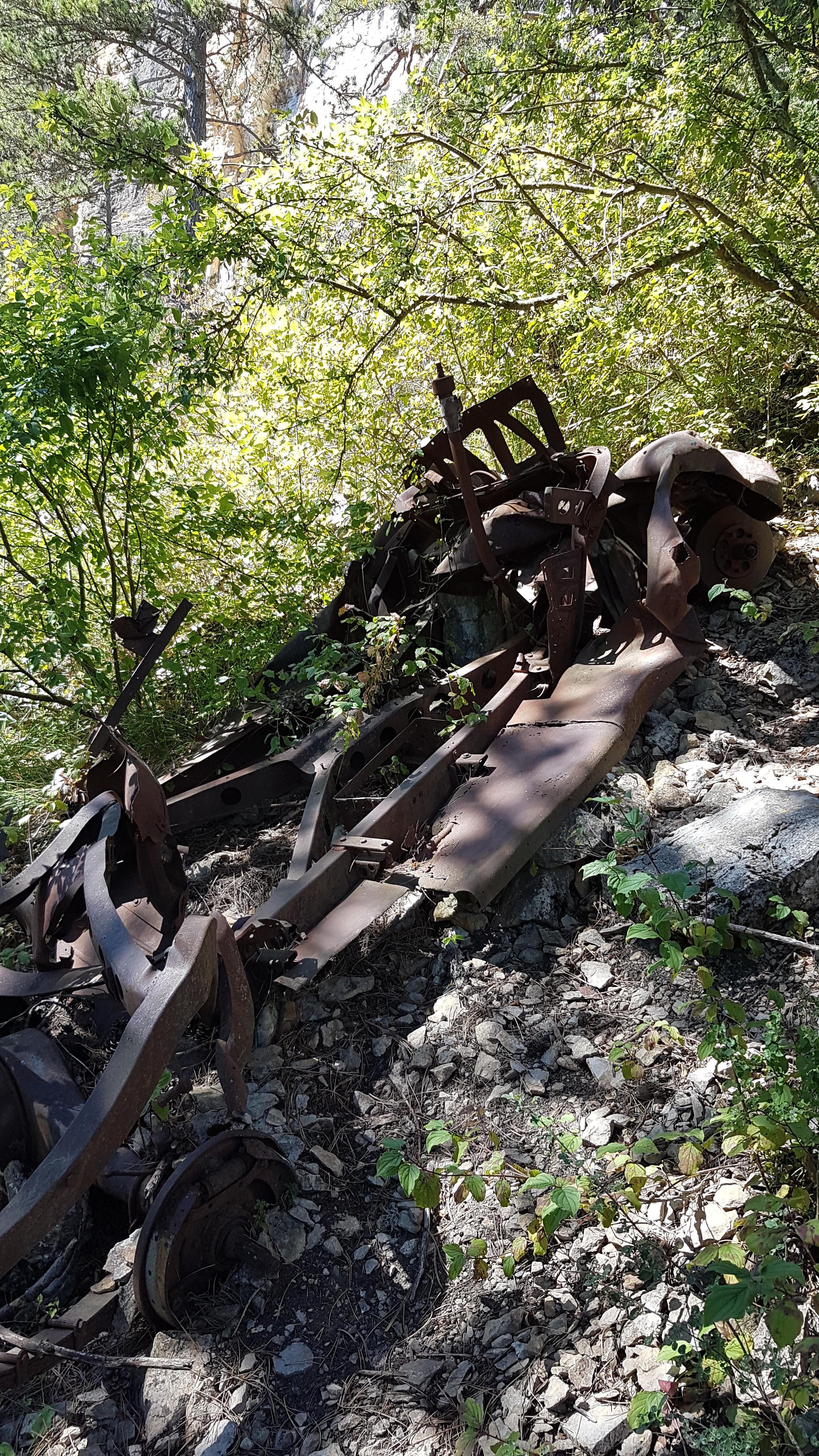
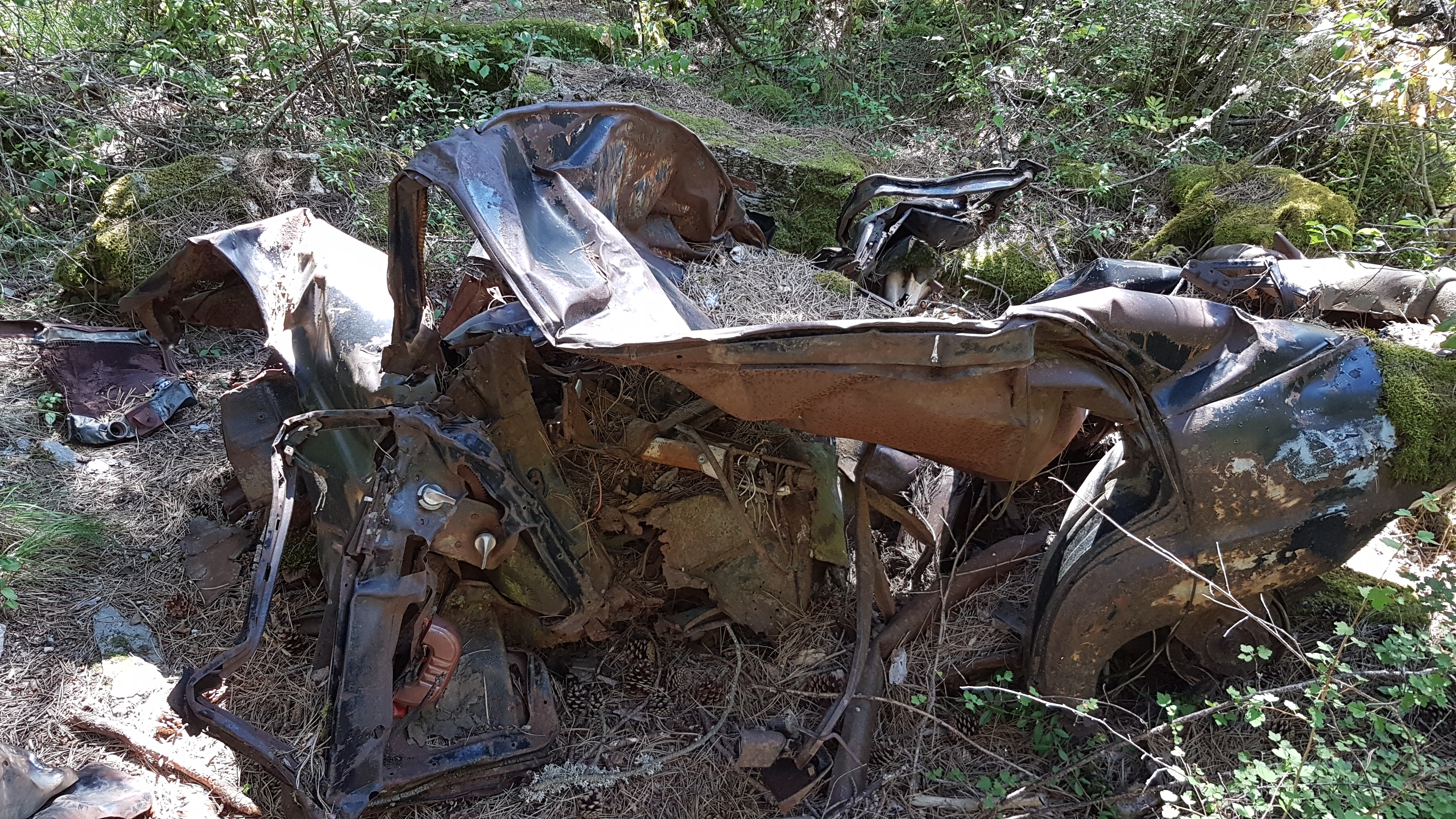